# Жироу, Александр

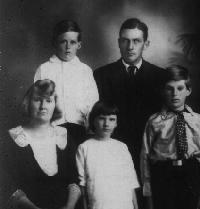
Александр Жироу и его семья (слева направо: Elizabeth, Lawrence, Helen, Alexandre и Ernest). Stanthorpe, Queensland, 25 апреля 1924 года.

Александр Жироу (англ. Alexandre Arsène Girault; 9 января 1884, Аннаполис — 2 мая 1941, Брисбен) — американский энтомолог. Крупный специалист по паразитическим наездникам надсемейства Chalcidoidea, один из крупнейших таксономистов в мире, описавший более 3000 новых для науки видов.

## Биография
Родился 9 января 1884 года в городе Аннаполис, штат Мэриленд, США. Его родителями были Joseph Bonaparte Girault и Elizabeth Frances Girault (née Goodwin), а своё имя он получил от дедушки (Arsène Napoleon Alexandre Girault de Saint Fargeau, 1801—1884), одного из основателей факультета Военно-морской академии США.
Учился в Политехническом университете Виргинии, получил там в 1903 году степень бакалавра. В 1904—1907 годах работал в Bureau of Entomology Министерства сельского хозяйства США, изучал в том числе и колорадского жука (Leptinotarsa decemlineata). В 1907—1911 году работал в Иллинойсском университете и в должности энтомолога штата Иллинойс (Illinois State Entomologist) в г. Эрбана.
В 1911 году по просьбе Правительства штата Квинсленд переехал в Австралию, где работал в Bureau of Sugar Experiment Stations (BSES) в г. Nelson (ныне Gordonvale, Queensland), исследовал насекомых-вредителей и их паразитоидов. Здесь в Австралии он и встретил свою будущую жену, Elizabeth Jeannette Pilcher. После свадьбы в 1911 году их первый ребёнок (Ernest Alexandre Girault) родился 3 ноября 1913 года.
В 1914 году А. Жироу вернулся в США, где продолжил свою энтомологическую работу на USDA в Вашингтоне (округ Колумбия), в основном по систематике наездников Chalcidoidea. В это время его жена родила их второго сына (Lawrence Joseph Girault, 27 августа 1915), а третьим ребёнком стала их первая дочь (Helen Joan Girault, 10 августа 1917). В это время А. Жироу сильно невзлюбил большой шумный город, описывая его как «бедлам» и место невозможное для науки. Он завершил свой главный труд, 900-страничную монографию по хальцидоидным наездникам.
В 1917 году Александр Жироу снова переехал в Австралию и работал в качестве ассистента энтомолога при министерстве Queensland Department of Agriculture and Stock. Вместе с семьёй они жили в Indooroopilly (Брисбен), где родились ещё двое его детей: 2-я дочь (Daisy Lydia Girault, 19 июля 1925 года) и 3-й сын (Frank Stephen Girault, 23 мая 1928 года). Оставаясь американским гражданином, А. Жироу, тем не менее, более в США никогда не возвращался.
Время жизни в Австралии сопровождалось для Александра Жироу периодами безработицы из-за плохого состояния экономики страны в результате Первой мировой войны. Его работа в Департаменте сельского хозяйства и запасов прекратилась в 1919 году, но потом снова возобновилась с 1923 до 1930 гг. Время от времени, он был вынужден по необходимости подрабатывать в местах, не связанных с его областью знаний (включая работу продавцом и каменщиком в карьере). Тем не менее, он продолжал писать многочисленные небольшие статьи по таксономии насекомых, а также критику, эссе и стихи. Заболев туберкулёзом, жена А. Жироу оказалась на годы привязанной к постели и скончалась 9 сентября 1931 года, оставив мужа с 5 детьми (18, 16, 14, 6 и 3 лет от роду). Пошатнулось и состояние здоровья самого Александра, его поведение стало странным и параноидным. Несколько раз сыновья помещали своего отца в психиатрическую клинику Dunwich Benevolent Asylum на острове Stradbroke Island в Гуудна (маленький городок в 20 км от Брисбена, Квинсленд).
Умер 2 мая 1941 года в больнице недалеко от г. Брисбен (Австралия) от тяжёлой формы бредового синдрома парафрении и истощения.

### Семья
Источник.
- Отец — Joseph Bonaparte Girault (1838—1914)
- Мать — Elizabeth Frances Goodwin (1849—1910)
- Супруга — Elizabeth Jeanette Pilcher (1892—1931)
- Дети: Ernest Alexandre Girault (1913-?), Lawrence Joseph Girault (1915—1991), Helen Joan Girault (1917—1993), Daisy Lydia Girault (1925—1971), Frank Stephen Girault (р. 1928)

## Эпонимия
В честь Александра Жироу были названы новые для науки виды:
- Anteon giraulti Dodd, 1914
- Centrodora giraulti Hayat, 1987 für Centrodora australiensis (Girault, 1913)[12]
- Ceratobaeus giraulti Dodd, 1914[13]
- Cheiloneurus giraulti Trjapitzin, 2002 für Cheiloneurus pulcher (Girault, 1911)[14][15]
- Cirrospilus giraulti Peck, 1951 für Pseudiglyphomyia pulchra (Girault, 1916)[16]
- Elasmus giraulti Jefremowa & Strachowa, 2009[17]
- Giraultoma Bouček, 1988[18]
- Metaphycus giraulti Noyes & Woolley, 1994[19]
- Nasonia giraulti Darling, 1990[20]
- Opistacantha giraulti Dodd, 1914
- Plutarchia giraulti Subba Rao, 1974[21]
- Selitrichodes giraulti Kim & La Salle, 2008 für Selitrichodes flavus (Girault, 1913)[22]
- Stephanodes giraulti (Perkins, 1912)
- Theridion giraulti Rainbow, 1916[23]
- Thoreauana giraulti Paretas-Martínez & Pujade-Villar, 2006[23]

## Открытые таксоны
- Epteromphaloides lenini Girault, 1924
- Aphytis ulianovi Girault, 1932
- Epimetagea ulyanovi Girault, 1940
- Eupelmus motschulskini Girault, 1915
- Eupelmus caesar Girault, 1929
- Eupelmus homeri Girault, 1922
- Eupelmus marxi Girault, 1932
- Eupelmus lutheri Girault, 1922
- Eupelmus shakespearei Girault, 1922
- Goetheana shakespearei Girault, 1920
- Gonatocerus haeckeli Girault, 1915
- Gonatocerus tolstoii Girault, 1913
- Gonatocerus metchnikoffi Girault, 1912
- Gonatocerus lomonosoffi Girault, 1913
- Gonatocerus lamarcki Girault, 1912
- Gonatocerus huxleyi Girault, 1912
- Gonatocerus helmholtzii Giraut, 1912
- Polynema mendeleeffi Girault, 1913
- Casca machiaveli Girault, 1922
- Coccophagus shakespearella Girault, 1929
- Coccophagus horatii Girault, 1939
- Coccophagus swifti Girault, 1915
- Stethynium heracliti Girault, 1938
- Casca heracliti Girault, 1936
- Aphelinus heackeli Girault, 1913
- Eustochomorpha haeckeli Girault, 1915
- Anaphes wallacei Girault, 1912
- Polynema wallacei Girault, 1915
- Eurytoma lincolni Girault, 1913
- Polynemoidea lincolni Girault, 1913
- Eurytoma leewenhoecki Girault, 1929
- Achysocharis leibnitzi Girault, 1913
- Rhicnopeltella listzi Girault, 1915
- Pleistodontes listzi Girault, 1932
- Calosota herodoti Grault, 1932
- Calosota plutarchi Girault, 1932
- Polynema schumanni Girault, 1932
- Polynema mendeli Girault, 1913
- Eurytoma maeterlincki Girault, 1915
- Stomatoceras maeterlincki Girault, 1915
- Coccidoxenus magellani Girault, 1939
- Ophelosia horatii Girault, 1937
- Litus scheideni Girault, 1912
- Lincolnanna malpighii Girault, 1939
- Anaphes spinozai Girault, 1913
- Encyrtus spinozai Girault, 1915
- Gonatocerus spinozai Girault, 1912
- Mozarthella beethoveni Girault, 1926
- Prospaltella beethoveni Girault, 1931
- Polynema schumanni Girault, 1932

## Основные труды
Опубликовал более 300 печатных трудов.
- Alexandre Arsène Girault. (1913). A systematic monograph of the chalcidoid Hymenoptera of the subfamily Signiphorinæ. Washington, 1913. pp. 189–233.
- Alexandre Arsène Girault. (1920). New serphidoid, cynipoid, and chalcidoid Hymenoptera. Proceedings of the United States National Museum. 24 cm. v. 58, p. 177—216.
- Alexandre Arsène Girault. (1912—1916). Australian Hymenoptera Chalcidoidea. Brisbane : Queensland Museum, 1912—1916.
  - vol. 1 (issued 27 Nov. 1912). Pts. 1-3.
  - vol. 2 (issued 10 Dec. 1913) Pts. 1-3, supplement. Pts. 4-6.
  - vol. 3 (issued 28 Jan. 1915). Pts. 1-3, 2nd supplement. Pts. 5-6, supplement.
  - vol. 4 (issued 4 June 1915). Pts. 7-14.
  - vol. 5 (issued 10 July 1916). General supplement.
- Girault, A. A. 1911. New chalcidoid genera and species from Paraguay. Zoologische Jahrbücher 31: 377—406.
- Girault, A. A. 1913. New genera and species of chalcidoid Hymenoptera from the South Australian Museum, Adelaide. Transactions of the Royal Society of South Australia 37: 67-115.
- Girault, A. A. 1929. Notes on and descriptions of chalcid wasps in the South Australian Museum. Transactions of the Royal Society of South Australia 53: 309—346.
- Girault, A. A. 1940. New genera and species of Australian Elasmidae and Eucharitidae. Rev. Soc. ent. Argentina 10: 321—326.